# Jarhead (film)
Jarhead is een Amerikaanse biografische oorlogsfilm uit 2005 onder regie van Sam Mendes. Het verhaal is gebaseerd op dat uit het gelijknamige boek van hoofdpersoon Anthony Swofford. Hierin beschrijft hij zijn ervaringen tijdens de Eerste Golfoorlog.

## Synopsis
Anthony 'Swoff' Swofford (Jake Gyllenhaal) heeft zich aangemeld bij het United States Marine Corps van de Verenigde Staten en ondergaat een zowel geestelijk als lichamelijk keiharde training. Sergeant Sykes (Jamie Foxx) maakt hem vanaf dag één duidelijk dat er in zijn peloton alleen plaats is voor keiharde overlevers en gevoelens worden niet gespaard. Dat de training bittere ernst is, dringt goed door tot de manschappen wanneer een van hen overlijdt omdat hij zijn hoofd te hoog optilt tijdens het tijgeren onder hekken prikkeldraad. Het grootste deel van de aangemelden valt af voor de opleiding ten einde is, maar Swofford groeit uit tot lid van het team verkenner-sluipschutters. Gaandeweg worden hij en zijn pelotongenoten flink opgezweept ter voorbereiding op spannende, intensieve missies in oorlogsgebied. Op een zeker moment is iedereen op en top getraind en klaar voor actie. De adrenaline spuit bijna uit ieders oren wanneer ze eindelijk op missie gestuurd worden. Irak is Koeweit binnengetrokken en zij moeten er namens de Verenigde Staten naartoe om Saddam Hoesseins Republikeinse Garde terug te dringen.
Swofford wordt onder leiding van Sykes de woestijn ingestuurd samen met zijn dienstmaten Alan Troy (Peter Sarsgaard), Chris Kruger (Lucas Black), Juan Cortez (Jacob Vargas), Ramon Escobar (Laz Alonso), Dave Fowler (Evan Jones) en Brian Dettman (Marty Papazian). Daar legt luitenant-kolonel Kazinsky (Chris Cooper) ze uit dat ze deel uitmaken van Operatie Desert Shield. Volgens hem zijn er een miljoen soldaten van de Republikeinse garde nabij die ze elk moment kunnen gaan verpletteren, maar moeten ze eerst wachten tot 'de bureacraten' daar toestemming voor geven. Het is hun taak om te acclimatiseren, de olievelden te bewaken en ervoor te zorgen dat ze zodra het bevel komt direct in actie kunnen komen. Daarom beginnen ze met frisse moed en de wil te doden voor het vaderland aan hun dagelijkse trainingen. Alleen verstrijkt vervolgens week na week na week waarin ze elke dag exact hetzelfde doen zonder dat er iets wezenlijks gebeurt. Afgezonderd van de bewoonde wereld en stierlijk verveeld beginnen Swofford en zijn maten hoe langer hoe meer buitensporig gedrag te vertonen ter afleiding, zich te ergeren aan alles en iedereen en zichzelf gek te maken over de thuissituatie. Tijdens de spaarzame gesprekken met thuis mogen ze bovendien alleen van hogerhand opgelegde propaganda uitkramen en het vooral niet over hun gevoelens of ware ervaringen hebben, die ze daarom ook allemaal op moeten kroppen.

## Rolverdeling
- Jake Gyllenhaal - Anthony 'Swoff' Swofford
- Peter Sarsgaard - Alan Troy
- Jamie Foxx - Staff Sgt. Sykes
- Chris Cooper - Lt. Col. Kazinski
- Lucas Black - Chris Kruger